# Aeroportul Kangding
Aeroportul Kangding (IATA: KGT, ICAO: ZUKD) este un aeroport din Kangding⁠(d), Prefectura autonomă tibetană Garzê, Sichuan, Republica Populară Chineză ce deservește zona Prefectura autonomă tibetană Garzê. Aeroportul a fost tranzitat în 2022 de 12.948 de pasageri. A fost deschis în 22 octombrie 2008.
Situat la o altitudine de 4.280 m, aeroportul dispune de o singură pistă.